# Tillandsia schusteri
Tillandsia schusteri är en gräsväxtart som beskrevs av Werner Rauh. Tillandsia schusteri ingår i släktet Tillandsia och familjen Bromeliaceae. Inga underarter finns listade i Catalogue of Life.